# عشاق (ولاية)
محافظة عشاق (بالتركية: Uşak ili)‏ هي إحدى محافظات تركيا. المقاطعات المجاورة لها هي مانيسا إلى الغرب، دنيزلي إلى الجنوب، أفيون إلى الشرق، كوتاهية إلى الشمال. عاصمتها مدينة عشاق تبلغ مساحتها 5,551 كم² ويبلغ عدد سكانها 338,019 نسمة كما يبلغ معدل الكثافة السكانية 63 نسمة/كم²، تقع في غرب تركيا.